# Carlos Renaux
Carlos Renaux, originalmente Karl Christian Renaux (Lörrach, 11 de março de 1862 — Brusque, Santa Catarina, 28 de janeiro de 1945) foi um político, comerciante e industrial brasileiro, o fundador da Fábrica de Tecidos Carlos Renaux em Brusque, no estado de Santa Catarina. O slogan do Centenário de Brusque de autoria do padre e cientista Raulino Reitz, "Brusque, Berço da Fiação Catarinense", foi inspirado e fundamentado no fato de a Fábrica Renaux ser a primeira indústria a instalar uma fiação em Santa Catarina.
Imigrante alemão, filho de Johan Ludwig Renaux e de Sofia Ludin Renaux, Carlos Renaux foi um empresário admirado pela sua preocupação social, e com ideias avançadas no terreno das relações de trabalho. Ao completar 20 anos de idade ele desembarcou no Brasil e, seu perfil de empreendedor o levou a adquirir uma casa comercial em Brusque e a revolucionar as transações comerciais na cidade; passou a pesar os produtos agrícolas e a utilizar moeda corrente nos negócios com os colonos.
Como republicano, foi o primeiro administrador do município de Brusque após a proclamação da República e construiu um império na indústria têxtil.

## Trajetória
De uma família de classe média, Carlos Renaux tinha escolaridade equivalente ao atual ensino médio e treinamento como aprendiz no Banco Hipotecário de Loerrach. Imigrante alemão de sobrenome francês, chegou ao Brasil em 1882, com carta de recomendação do banco onde trabalhara, e empregou-se como caixeiro de uma casa comercial no Salto Weissbach, em Blumenau.
Em 1890, nomeado pelo governo estadual, presidiu o conselho municipal; foi escolhido para o cargo de superintendente (prefeito municipal) em várias gestões. Renaux era republicano e a derrubada do regime monárquico, em 15 de novembro de 1889, constituiu-se em fator determinante para a sua entrada bem sucedida na arena política. A proclamação da República deixara algumas figuras importantes da política em situação difícil, abrindo espaço para novas lideranças, habilitadas pela naturalização concedida pela nova constituição. Como partidário de Lauro Müller e Felipe Schmidt, Carlos Renaux foi eleito para compor a Assembleia Constituinte de Santa Catarina, em 1891.
Na Revolução Federalista estava entre os legalistas, participando inclusive das lutas contra os revoltosos na capital. Em Blumenau foi preso e condenado à morte por fuzilamento, a mando do general Gumercindo Saraiva, um dos comandantes das tropas rebeldes (maragatos) durante a Revolução Federalista; foi salvo pelo chefe do partido federalista blumenauense Elesbão Pinto da Luz, que atuara em Brusque. Com a derrota dos federalistas, Elesbão foi condenado à pena de morte, figurando entre os fuzilados na Fortaleza de Santa Cruz de Anhatomirim, por ordem direta de Antônio Moreira César que, no governo de Santa Catarina, promoveu prisões e fuzilamentos sumários de militares e civis, inclusive o fuzilamento do marechal Manuel de Almeida Lobo d'Eça, o primeiro e único barão de Batovi, sendo que o coronel Moreira César teria recebido ordens de Floriano Peixoto para assim proceder. Na política local, Carlos Renaux suplantou em definitivo o seu principal adversário Guilherme Krieger, coronel comandante da Guarda Nacional em Brusque, nas eleições de 1914.
Em 1918 recebeu o título de cônsul honorário do Brasil em Arnhem, na Holanda e, a partir daí, passou a ser chamado apenas pelo título.
Carlos Renaux era um homem rico e se encantava com as últimas novidades que chegavam da Europa; foi o primeiro cidadão de todo o Vale do Itajaí a possuir uma geladeira e um ar condicionado importados.

## A Consul
Entusiasta do progresso, o cônsul criou a Fundação Cultural e Beneficente Cônsul Carlos Renaux para financiar projetos que trouxessem benefícios para a cidade de Brusque. Dessa fundação veio o dinheiro para que Rudolfo Stutzer montasse a oficina onde acabou sendo produzida a primeira geladeira brasileira. Na pequena oficina que ficava na rua Tiradentes, em Brusque, dois homens curiosos e idealistas, Guilherme Holderegger e Rudolfo Stutzer, fabricavam anzóis, fios elétricos, peças para bicicletas e consertavam de tudo um pouco, até que um dia apareceu uma geladeira a querosene importada para consertar.
Geladeira no Brasil naquela época, só importada, e encontrada somente na casa de gente muito rica. Os dois, então, desmontaram toda a geladeira, estudaram cada pedacinho e partiram para o que na época era uma grande aventura: fabricar o primeiro refrigerador brasileiro. Juntamente com Wittich Freitag, e com ajuda financeira do cônsul Carlos Renaux, do qual Stutzer era motorista e amigo, o primeiro refrigerador foi chamado de Consul (escrito sem acento), em homenagem ao benfeitor.
Quando a oficina virou fábrica, em 1950, num pequeno galpão de 680 metros quadrados na cidade de Joinville, a homenagem permaneceu, e deu origem à Indústria de Refrigeração Consul.
O primeiro refrigerador, chamado de Consul Júnior, que era a querosene e funcionava com resistência elétrica, logo se transformou num grande sucesso. Nos dados corporativos da empresa consta como fundadores Carlos Renaux, Guilherme Holderegger, Rudolfo Stutzer e Wittich Freitag.

## Fábrica de Tecidos Carlos Renaux
A fábrica, fundada em 11 de março de 1892, teve sua origem com oito teares manuais, instalados dentro do depósito de mercadorias do comerciante Carlos Renaux e, para a sua fundação, ele se associou ao agricultor e comerciante Augusto Klappoth e a Paul Hoepcke, também comerciante, com atuação em Nossa Senhora do Desterro (atual Florianópolis).
A chegada de tecelões provenientes da região têxtil de Lodz, na Polônia, foi decisiva para a implantação da indústria têxtil em Brusque, pois eles detinham o conhecimento de ofício de transformar fios de algodão em tecido. Os tecelões haviam emigrado para o Brasil por causa das más condições de trabalho e por constituírem uma minoria étnica, pois eram na sua maioria de origem alemã vivendo na região da Polônia sob o domínio russo e sofrendo diversas restrições de ordem política e social.
Ao se estabelecerem na região, os tecelões receberam lotes impróprios para a prática da agricultura e, por não possuírem experiência agrária anterior, se viram impelidos a aceitar o trabalho assalariado no empreendimento têxtil. Os tecelões de Lodz eram  Karl Gottlieb Petermann (esposa e três filhos menores); Gottlieb Tietzmann (e família); Franz Kreibich (e família); Wilhelm Jakowsky (e família); Julius Hacke; Alvin Schaffel; Eduardo Franz; Gustav Schlösser (esposa e três filhos menores Hugo, Adolfo e Carlos), vindo apenas em 1896, diretamente para a Vila. 
Em 1918 a empresa foi transformada em uma sociedade anônima, sob o nome de Fábrica de Tecidos Carlos Renaux S.A., tendo os filhos e filhas de Carlos Renaux, e respectivos sogros, como acionistas. Seu filho Otto Renaux foi eleito presidente.

## Política
Representando Brusque e Itajaí, foi eleito ao Congresso Representativo de Santa Catarina (Assembleia Legislativa), pelo Partido Republicano Catarinense, tornando-se Deputado Constituinte de 1891, participante da 1ª Legislatura (1891).